# Prvenstvo Hrvatske u dvoranskom hokeju 2006.
Prvenstvo Hrvatske u dvoranskom hokeju za 2006. godinu.

## Rezultati
Rezultati završnog dijela natjecanja prvenstva Hrvatske u dvoranskom hokeju za 2006. godinu:

### Završna faza
Završni dio natjecanja je bio u dvorani Sutinska Vrela.

Poluzavršnica:
Marathon -  Jedinstvo 13:6

Mladost - Zelina 8:2 

Utakmica za 3. mjesto: 

Jedinstvo - Zelina 9:3
Završnica:
Mladost Zagreb - Marathon 6:5
Konačni poredak:
1. Mladost Zagreb
2. Marathon
3. Jedinstvo
4. Zelina

Prvak Hrvatske u dvoranskom hokeju za 2006. godinu je zagrebačka Mladost.